# Первый онкологический научно-консультационный центр
Первый онкологический научно-консультационный центр (ПОНКЦ) — российская научно-клиническая компания по персонализированной медицине в онкологии, специализирующаяся на подборе таргетной терапии под индивидуальный профиль экспрессии генов опухоли отдельного пациента. Центр был образован в феврале 2006 года, выделившись из Лаборатории структуры и функций генов человека ИБХ РАН.
Кадровое ядро центра составляют руководители отделов и направлений ведущих биомедицинских институтов России. За пять лет существования центра сотрудниками ПОНКЦ были опубликованы 19 патентов на изобретения, 74 научные статьи, 5 монографий.

## Персонализированная медицина
Одна из основных проблем современной онкологии заключается в низкой эффективности терапевтических протоколов, которые подбираются, основываясь на клинической картине появления и развития заболевания. На данный момент подбор курсов химиотерапии и терапии таргетными препаратами в клинике осуществляется без оценки индивидуальной реакции патологической ткани пациента, что зачастую вредит пациенту вместо того, чтобы помогать. Неправильное назначение препарата может дать тяжелейшие побочные эффекты, а также ускорить прогрессию рака.
Менее чем за шесть лет междисциплинарная команда из Института биоорганической химии Российской Академии наук (ИБХ РАН), ФМБЦ им. А. И. Бурназяна ФМБА России, а также других российских и зарубежных организаций разработали систему, которая позволяет при помощи анализа экспрессии генов в образце патологической ткани подбирать для индивидуального пациента курс терапии, который с более высокой вероятностью подойдёт под случай именно этого пациента.
Данная стратегия направлена на спасение жизней большего количества пациентов и увеличение выживаемости и качества жизни, а также улучшение экономической ситуации в здравоохранении. Например, в России ежегодно тратятся сотни миллионов долларов на неэффективно назначаемые дорогостоящие онкологические препараты, которые не всегда приносят облегчения пациентам, а наоборот, часто вызывают тяжёлые токсические эффекты.

## Государственная поддержка
До 2013 года технологии ПОНКЦ разрабатывались на собственные средства учёных и нескольких частных инвесторов более 5 лет. При разработке использовались многие находящиеся в открытом доступе биомедицинские базы данных. В 2013 году ПОНКЦ стал резидентом Центра разработки и коммерциализации новых технологий «Сколково».
8 февраля 2013, в рамках празднования Дня российской науки, технологическая платформа ПОНКЦ для повышения эффективности индивидуализированного выбора противораковой терапии «9 нозологий» была представлена мэру Москвы С. С. Собянину и другим участникам специальной встречи. Была выражена заинтересованность Правительства Москвы в разработках ПОНКЦ в целях повышения эффективности назначения таргетных противораковых препаратов.